# A Lady to Love
A Lady to Love is een Amerikaanse dramafilm uit 1930 onder regie van Victor Sjöström. Destijds werd de film uitgebracht onder de titel Het verlangen van iedere vrouw.

## Verhaal
De wijnbouwer Tony schrijft een huwelijksaanzoek aan de serveerster Lena Shultz uit San Francisco. Hij sluit een foto van zijn jongere broer Buck in. Als Lena Tony bezoekt ziet ze het verschil niet en ze trouwen. Dan leert Lena Buck kennen en wordt ze verliefd op hem.

## Rolverdeling
| Acteur             | Personage   |
| ------------------ | ----------- |
| Vilma Bánky        | Lena Shultz |
| Edward G. Robinson | Tony        |
| Robert Ames        | Buck        |
| Richard Carle      | Postbode    |
| Lloyd Ingraham     | Vader McKee |
| Anderson Lawler    | Arts        |
| Gum Chin           | Ab Gee      |
| Henry Armetta      | Angelo      |
| George Davis       | Giorgio     |